# 14-я гвардейская общевойсковая армия
14-я гвардейская общевойсковая Краснознамённая армия — гвардейское оперативно-стратегическое формирование (объединение, гвардейская армия) Вооружённых Сил СССР и Вооружённых Сил Российской Федерации, существовавшее с 1956 до 1995 года.
Сокращённое наименование — 14 Гв. ОА. Штаб-квартира гвардейского формирования находилась в городе Кишинёв, с 1984 года — в городе Тирасполь (МССР, позднее де-факто — ПМР, де-юре — Республика Молдова).

## История

### Формирование
Управление 10-го гвардейского стрелкового корпуса, сформированное в августе 1942 года, руководило войсками при освобождении Одессы (в составе 5-й ударной армии), в боях за Будапешт (в составе 46-й армии), а завершило Великую Отечественную войну в составе 46-й армии 2-го Украинского фронта ВС СССР в боях за Вену, в Австрии.
По завершении Великой Отечественной войны, в связи с демобилизацией в СССР, управление 10-го гвардейского Будапештского стрелкового корпуса осуществляло руководство войсками в составе Одесского военного округа. Основная масса войск корпуса дислоцировались на территории Молдавской ССР, штаб — в Кишинёве.
В ноябре 1956 года при объединении Одесского и Таврического военных округов на базе войск 10-го гвардейского корпуса была развёрнута 14-я гвардейская общевойсковая армия. В состав армии были включены:
- 14-я стрелковая дивизия (с весны 1957 года — 88-я мотострелковая дивизия, с 1964 года — 180-я мотострелковая дивизия)
- 59-я гвардейская стрелковая дивизия (с весны 1957 года — 59-я гвардейская мотострелковая дивизия)
- 69-я механизированная дивизия (с 1957 года — 118-я мотострелковая дивизия, с 1964 года — 48-я мотострелковая дивизия).
- 86-я гвардейская стрелковая дивизия (с 30.10.1957 года — мотострелковая).

В 1958—1960 годах в состав армии входила выведенная из Румынии 33-я гвардейская мотострелковая дивизия (расформирована).
Приказом Министра обороны СССР от 3 ноября 1967 года армия получила наименование 14-я гвардейская армия. Указом Президиума Верховного совета СССР от 28 октября 1974 года армия была награждена орденом Красного Знамени.

### Переход под юрисдикцию Российской Федерации
На начало 1991 г. управление 14-й гвардейской общевойсковой армии, помимо формирований «армейского комплекта» и управления, объединяло 59-ю гвардейскую мотострелковую Краматорскую и 180-ю мотострелковую Киевскую дивизии, дислоцированные в Тирасполе (Молдавская ССР) и Белгороде-Днестровском (Одесская обл. УССР) соответственно.
На 19 ноября 1990 г. 14-й гвардейская общевойсковая армия располагала 229 танками, 305 БМП и БТР, 328 орудиями, миномётами и РСЗО, а также 43 боевыми и 31 транспортным вертолётами армейской авиации.
14 ноября 1990 г. Республика Молдова объявила своей собственностью военные городки, базы, вооружение, средства передвижения, технику и другое имущество, принадлежавшее частям Советской Армии, дислоцирующимся на территории республики, и назначает министром обороны генерала Т. Дабижу.
В декабре 1991 г. 14-й гвардейская общевойсковая армия была отключена от системы оповещения Вооружённых сил СССР. Армия оказалась в окружении независимых государств (Молдова и Украина) на территории самопровозглашённой Приднестровской республики, личный состав, сформированный из военнослужащих бывших союзных республик, начал разбегаться по домам. В свою очередь, состав армии пополнили те, кто родом был из этих мест, и написал рапорта служить в 14-й армии со всех уголков бывшего СССР. По требованию комитета солдатских матерей России осенний призыв 1991 и весенний призыв 1992 года с территории России в 14-ю армию, изолированную от территории России, не проводился. Вместо этого проводился набор приднестровских юношей 1972—1973 годов рождения на срочную службу.
После распада СССР, 1 апреля 1992 г. в соответствии с указом Президента России Бориса Ельцина 14-я гвардейская общевойсковая армия перешла под юрисдикцию Российской Федерации.

### Роль в Приднестровском конфликте

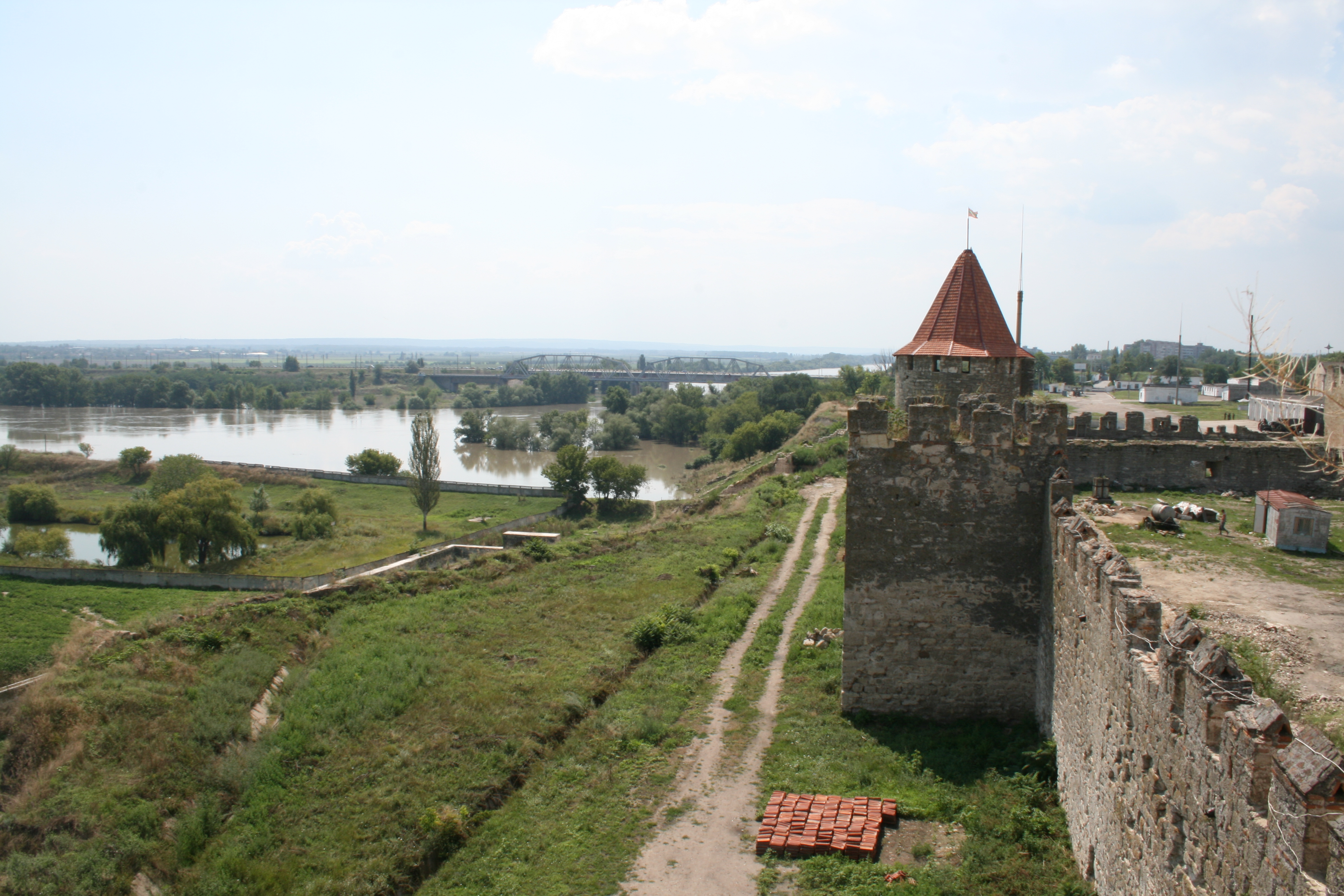
Бендерская крепость, в которой дислоцировались части 14-й армии. На заднем плане виден мост через Днестр

Части 14-й гвардейской общевойсковой армии, расположенные возле Днестра, на протяжении Приднестровского конфликта со декларировали вооружённый нейтралитет в противостоянии Молдавии и Приднестровья, хоть и не соблюдали его фактически.
К тому моменту на сторону гвардейцев перешли три экипажа танков Т-64 59-й мотострелковой дивизии 14-й гвардейской общевойсковой армии из г. Тирасполь, которые на них направились к бендерскому мосту. У моста к трём танкам присоединились ещё пять Т-64, аналогичным образом покинувших другую воинскую часть в том же г. Тирасполь, после чего началось наступление на Бендеры. В 20 часов на мосту произошёл крупный бой с использованием танков и артиллерии. Согласно молдавской версии, приднестровцы предприняли массированную пехотную атаку при поддержке российских танков; согласно приднестровской версии, гвардейцы самостоятельно атаковали мост на полученной у 14-й гвардейской общевойсковой армии бронетехнике.

### После конфликта
В течение 1993—1994 годов выполнено работ:
- расформированы 37 соединений и частей, совершенно не нужных в армии;
- отправлено 25 эшелонов с инженерной техникой и 3 эшелона с техникой связи;
- вывезено самолётами ВТА 24 ракеты для ракетных комплексов 8К14 (по 12 ракет из 173-й ракетной бригады и 380-й подвижно-ремонтной базы);
- отправлено по железной дороге ракетное топливо для ракет, которых так не хватало в России.

Штатная численность (не считая 180-й мсд) — около 22 000 военнослужащих.
Очень большую помощь в выводе и вывозе имущества оказали А. Лебедю:
- управление РВиА Сухопутных войск (командующий РВиА генерал-полковник Н. М. Димидюк);
- управление инженерных войск (начальник инженерных войск генерал-полковник Кузнецов).

Были переданы местным властям военные городки (Слободзея, Парканы, Бендеры, Бельцы), которые освободились после сокращения выше названных частей. А это и казармы, и дома, где проживали офицеры, парки для боевой техники и много другого имущества.
В армии не хватало рядового и сержантского состава, а из России прибывало всего 1 % от поданных заявок, и за счёт личного состава освободившегося в результате расформирования ненужных частей были доукомплектованы боевые части 59-й дивизии.
Много офицеров, выходцев из Приднестровья и служивших в российской армии в других регионах, попросились в 14-ю армию. Только в 1992 году около пятидесяти молодых офицеров, которые в результате распада СССР и его Вооружённых сил уволились из армии, были возвращены в 14-ю армию.
За относительно небольшой промежуток времени был сформирован действенный офицерский корпус. В управлении армии А. Лебедь сумел создать очень дружный коллектив. С его прибытием гражданское население опять зауважало людей в погонах, сами офицеры, прапорщики и солдаты почувствовали опять себя людьми, почувствовали, что за ними есть Держава, которая в случае чего может за них постоять.
Командующий добился разрешения в Министерстве обороны, чтобы комплектовать армию сверхсрочниками, которые заняли должности командиров и механиков-водителей танков, БМП и самоходных артиллерийских установок.
В то время многие в Государственной Думе и в Министерстве обороны говорили о необходимости создания в России профессиональной армии. Вскоре и Б. Ельцин во всеуслышание заявил, что к 2000 году российская армия будет полностью профессиональная. Но всё это были только разговоры и предвыборные обещания.
В начале 1994 года более 60 % подразделений армии были укомплектованы контрактниками. По контракту служило уже более 1500 человек, причём все контрактники служили только в боевых подразделениях. К летнему периоду обучения укомплектованность армии достигла 90-92 % от штатной потребности. Лебедь и в этот раз подтвердил свою правоту.
Через два года на одно место контрактника в 14-й армии претендовало уже пять-шесть человек. Естественно, в войска попадали самые достойные из изъявивших желание служить. Более половины контрактников были местные жители. В то время в Приднестровье практически все заводы и предприятия не работали, а в 14-й армии зарплата была в российских рублях и на порядок выше, чем в Приднестровье. Поэтому они очень дорожили своей службой и, как правило, были настоящими профессионалами.
В частях и подразделениях армии приоритетом становится боевая подготовка, однако, кроме занятий по боевой подготовке, необходимо было и охранять оружие и боеприпасы, которые достались армии со всего юго-западного направления от Вооружённых Сил СССР, на которые претендовали и Молдова и Приднестровье. А это ни много ни мало 1770 вагонов или 42 тысячи тонн. Кроме того, в Тирасполе на инженерном складе находилось приблизительно 41 тысяча тонн инженерного имущества.
В 1993 году А. Лебедь договорился с местными властями, чтобы провести боевые артиллерийские стрельбы на пустовавших зимой колхозных полях. Боевые стрельбы артиллерии были проведены на территории Григориопольского района на самом высоком уровне. Большую помощь в их проведении оказал председатель Григориопольского района С. Леонтьев. По местному радио и в местных газетах было дано сообщение, что в период с такого-то по такое-то число на указанной территории будут проводиться боевые артиллерийские стрельбы. Местное население не должно заходить в указанный район. Стрельбы будет проводить 14-я армия совместно с вооружёнными силами ПМР.
После завершения боевых стрельб сапёрными подразделениями армии была произведена полная очистка земель от неразорвавшихся снарядов и составлен акт о пригодности земель к использованию по их прямому предназначению.
Начиная с летнего (1993 года) периода обучения, артиллеристы, танкисты, разведчики и специалисты ПВО стали выезжать на боевые стрельбы штатным снарядом на полигоны, расположенные на территории России:
- танкисты и разведчики стреляли на полигонах Московского и Северо-Кавказского военных округов;
- артиллеристы — на Гороховецком полигоне Московского военного округа;
- подразделения ПВО стреляли в Ейске.

Вместе с артиллеристами 59-й мсд на Гороховецкий учебный центр с разрешения командующего армией выезжали и артиллеристы ПМР, так как готовить нужно было не только своих артиллеристов, но и тех приписников, которые в случае военной опасности придут на доукомплектование частей армии.
Появились в армии и новые части и подразделения:
- военно-эпидемиологический отряд;
- комендатура ВОСО;
- роты специального назначения в комендатуре Тираспольского гарнизона;
- в военном госпитале — гинекологическое и детское отделения.

Тирасполь ещё со времён А. В. Суворова был военным городом, поэтому в Тирасполе в настоящее время проживает около 20 тысяч военных пенсионеров и членов их семей, и всех их обслуживает 170-й военный госпиталь.
Командир 59 мсд генерал-майор Ю. Ю. Попов взял нормативы боевой подготовки войск NATO и увеличил их в полтора раза. Личный состав роты СпН не знал о том, что нормативы завышены, и через полгода эти нормативы были перекрыты. Новая программа боевой подготовки называлась «Российский солдат будущего».
Тираспольский учебный центр по своим размерам и по своему предназначению абсолютно не подходил для проведения ротных и тем более батальонных учений с боевой стрельбой. Это было войсковое стрельбище, на котором проводились стрельбы из стрелкового оружия и стрельбы накладным (вкладным) стволом из танков.
Тем не менее, на нём начали проводить батальонные учения с боевой стрельбой по оборонительной тематике. Эти учения были немного усечёнными, так как артиллерия и ПВО не могли выполнять учебные задачи с боевой стрельбой, но они проводились. Артиллерийские подразделения были завязаны на винтовочный артиллерийский полигон, на котором артиллерийские командиры выполняли огневые задачи на фоне проходящих батальонных учений по вводным командиров мотострелкового или танкового батальона. Миномётные батареи и противотанковые взвода батальонов выполняли огневые задачи боевым выстрелом.

### Расформирование
В апреле 1995 года Генеральный штаб Вооружённых Сил Российской Федерации издаёт новую директиву (Директива Министра обороны Российской Федерации от 18.4.1995 г. № 314/2/0296), в которой 14-я гвардейская общевойсковая армия с 1 июля 1995 года переименовывается в Оперативную группу российских войск в Приднестровском регионе Республики Молдова, расформировывается управление армией, а должность командующего армией ликвидируется.

## Боевой состав

### Состав по состоянию на 1990 год
- Управление (штаб) армии — г. Тирасполь.
- 59-я гвардейская мотострелковая Краматорская Краснознамённая, орденов Суворова и Богдана Хмельницкого дивизия (. Тирасполь);

Всего: 155 танков Т-64, 66 БМП (38 БМП-2, 12 БМП-1, 16 БРМ-1К), 180 БТР (169 БТР-70, 17 БТР-70), 82 САУ (46 2С1, 36 2С3), 2 Д-30, 36 миномётов 2С12, 14 РСЗО Град;
- 180-я мотострелковая Киевская Краснознамённая, орденов Суворова и Кутузова дивизия (г. Белгород-Днестровский, с. Шабо);

Всего: 61 танк Т-64, 54 БМП (5 БМП-2, 33 БМП-1, 16 БРМ-1К), 5 БТР-70, 50 Д-30, 36 миномётов 2С12, 12 РСЗО Град.
- 173-я ракетная бригада (Р-17) (г. Бендеры);
- 189-я ракетная бригада, Бельцы (г. Маркулешты);
- 156-я зенитная ракетная бригада (с. Алексеевка);
- 93-я бригада материального обеспечения (г. Тирасполь);
- 4-й пушечный артиллерийский полк (г. Унгены);

36 Д-30, 24 2A36 «Гиацинт-Б», 26 9П140 «Ураган», 3 ПРП-3, 5 Р-145БМ, 47 МТ-12, 54 МТ-ЛБ)
- 803-й реактивный артиллерийский полк (свёрнут, техника передана 4-му артполку) (г. Унгены);
- 2335-й разведывательный артиллерийский полк (свёрнут, техника передана 4-му артполку) (г. Унгены);
- 952-й противотанковый артиллерийский полк (г. Унгены);
- 15-й отдельный гвардейский полк связи (г. Тирасполь);
- 2-й понтонно-мостовой полк (г. Бендеры);
- 194-й понтонно-мостовой полк (г. Белгород-Днестровский);
- 108-й отдельный радиотехнический полк ОсНаз (г. Белгород-Днестровский);
- 287-й отдельный вертолётный полк (43 Ми-24, 18 Ми-8) (пгт Рауховка);
- 36-я отдельная вертолётная эскадрилья (8 Ми-8, 1 Ми-6, 2 Ми-24К, 2 Ми-24Р) (г. Тирасполь);
- 102-й отдельный переправочно-десантный батальон (г. Белгород-Днестровский);
- 321-я отдельная эскадрилья беспилотных средств разведки (г. Тирасполь);
- 115-й отдельный инженерно-сапёрный батальон (с. Парканы);
- 637-й отдельный инженерно-дорожный батальон (г. Бендеры);
- 785-й отдельный батальон разведки заражения (г. Бендеры);
- 58-й отдельный радиотехнический батальон ПВО (г. Тирасполь);
- 976-й отдельный батальон РЭБ (с. Парканы);
- 130-й батальон химической защиты (г. Тирасполь);
- 1389-й командный пункт ПВО (г. Тирасполь);
- 233-й узел связи (г. Тирасполь);
- 5154-я армейская ремонтно-восстановительная база (г. Тирасполь);
- 5381-я база хранения имущества (г. Флорешты — переформированная 1 декабря 1989 г. 86-я гв. мсд дислоцировавшаяся в г. Бельцы;

## Командование
- генерал-лейтенант Афонин, Иван Михайлович (11 ноября 1956 — 24 мая 1960);
- генерал-майор, с 9 мая 1961 генерал-лейтенант Щербак, Григорий Михайлович (25 мая 1960 — 28 мая 1969);
- генерал-лейтенант Мерецков, Владимир Кириллович (28 мая 1969 — 30 ноября 1971);
- генерал-майор, с 2 ноября 1972 генерал-лейтенант Яшкин, Григорий Петрович (30 ноября 1971 — 4 декабря 1975);
- генерал-майор, с 25 октября 1979 генерал-лейтенант Востров, Владимир Андреевич (4 декабря 1975 — июль 1980);
- генерал-майор, с 30 октября 1981 генерал-лейтенант Ермаков, Виктор Фёдорович (июль 1980 — 6 мая 1982);
- генерал-лейтенант Ткач, Борис Иванович (7 мая 1982 — 15 сентябрь 1984);
- генерал-лейтенант Фуженко, Иван Васильевич (16 сентября 1984 — 16 февраль 1986);
- генерал-майор, с 29 октября 1987 генерал-лейтенант Сергеев, Анатолий Ипатович (17 февраля 1986—1987);
- генерал-майор, с 20 февраля 1990 генерал-лейтенант Яковлев, Геннадий Иванович (1987 — 15 января 1992);
- генерал-майор Неткачёв, Юрий Максимович (15 января 1992 — 27 июня 1992);
- генерал-майор, с 16 сентября 1992 генерал-лейтенант Лебедь, Александр Иванович (28 июня 1992 — 25 июня 1995)[8]